# Výrava (okres Medzilaborce)
Výrava je obec na Slovensku v okrese Medzilaborce. Žije zde 189 obyvatel.

## Vojenský hřbitov
Ve Výravě se nachází vojenské pohřebiště z 1. světové války. V březnu 1915 se v okolí obce odehrály vojenské operace se značnými ztrátami. Carská ruská armáda usilovala překonat obranu rakousko-uherských vojsk mezi obcemi Výrava a Svetlice. Značná část padlých vojáků z obou bojujících stran byla pohřbena na vojenském pohřebišti pod kótou Kudrovec.
Pohřebiště bylo zřízeno až v roce 1916, je na něm 21 masových hrobů. Jednotlivých hrobů je 14. Ve čtyřech společných hrobech jsou padlí pohřbeni po dvou až po třech. Většina padlých vojáků je pohřbena ve třech masových hrobech, kde odpočívá asi 2 654 padlých.

## Partnerské obce
- Výrava, Česko